# Вазон
Вазо́н (фр. vason от итал. vaso — «ваза», «сосуд», «горшок», «чаша») — декоративный элемент в архитектуре, оформлении архитектурного интерьера и в садово-парковом искусстве, тип малой архитектурной формы. В отличие от вазы не является сосудом и не имеет явной утилитарной функции, а лишь декоративную, следовательно, в художественном отношении является предметом не декоративно-прикладного, а декоративного и монументально-декоративного искусства.
Вазоны делают из мрамора, камня, дерева, гипса, цемента или металла в зависимости от предназначения: в мебели, интерьере или в экстерьере: на открытом воздухе. Вазоны в композиционном отношении связаны с архитектурой, поэтому их форма и декоративные свойства (включая собственные декоративные элементы) следуют качествам того или иного архитектурного стиля. Вазоны устанавливают на парапетах кровли, перилах лестниц, ими украшают ворота и порталы. Монументальные вазоны играют важную роль в композиции садов и парков, на пересечении аллей и в центре цветочных клумб, они могут использоваться для высадки декоративных растений (вазон-клумба), в особенности в парках регулярного стиля. В истории западно-европейской ландшафтной архитектуры и русского садово-паркового искусства наиболее известна «ваза Медичи», многие копии которой устанавливали и в дворцовых интерьерах, и на открытом воздухе. Вазоны с цветами, плодами и гирляндами — традиционный элемент декоративных росписей, сграффито и мозаик. Их изображение можно видеть на рельефах, десюдепортах, в маркетри и фигурной резьбе мебели, в рисунках тканей, кованых решёток и садовых оград.
Вазоны использовали в 1930—1950-х годах в СССР, в архитектуре «Сталинского ампира». Вазонами украшали балюстрады балконов и открытых террас, общественные сады и парки. В современном городе вазоны можно встретить у входов в крупные торговые центры, коммерческие и общественные здания. 

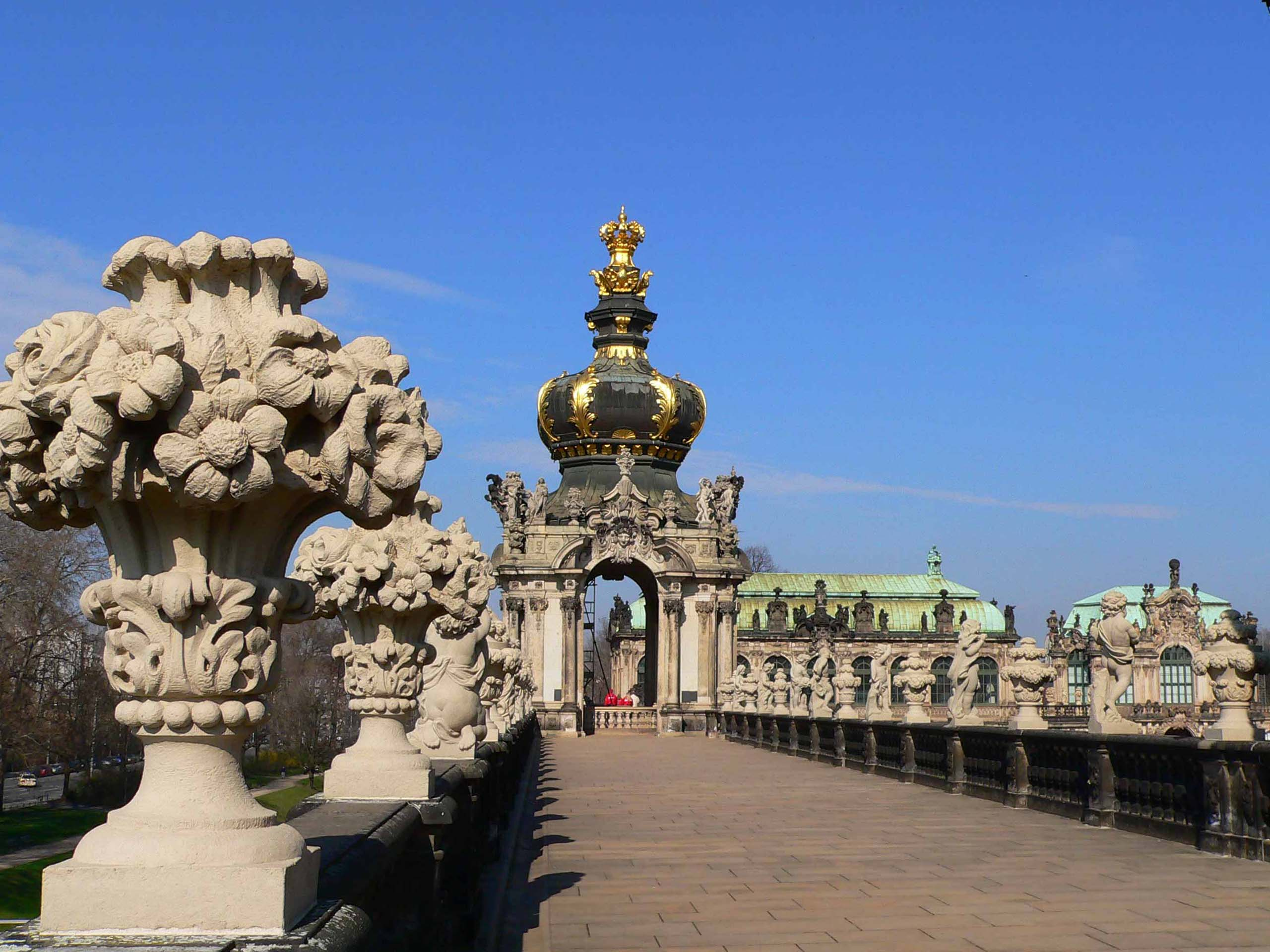
Вазоны и скульптуры на балюстраде верхней галереи Цвингера, Дрезден, Германия.
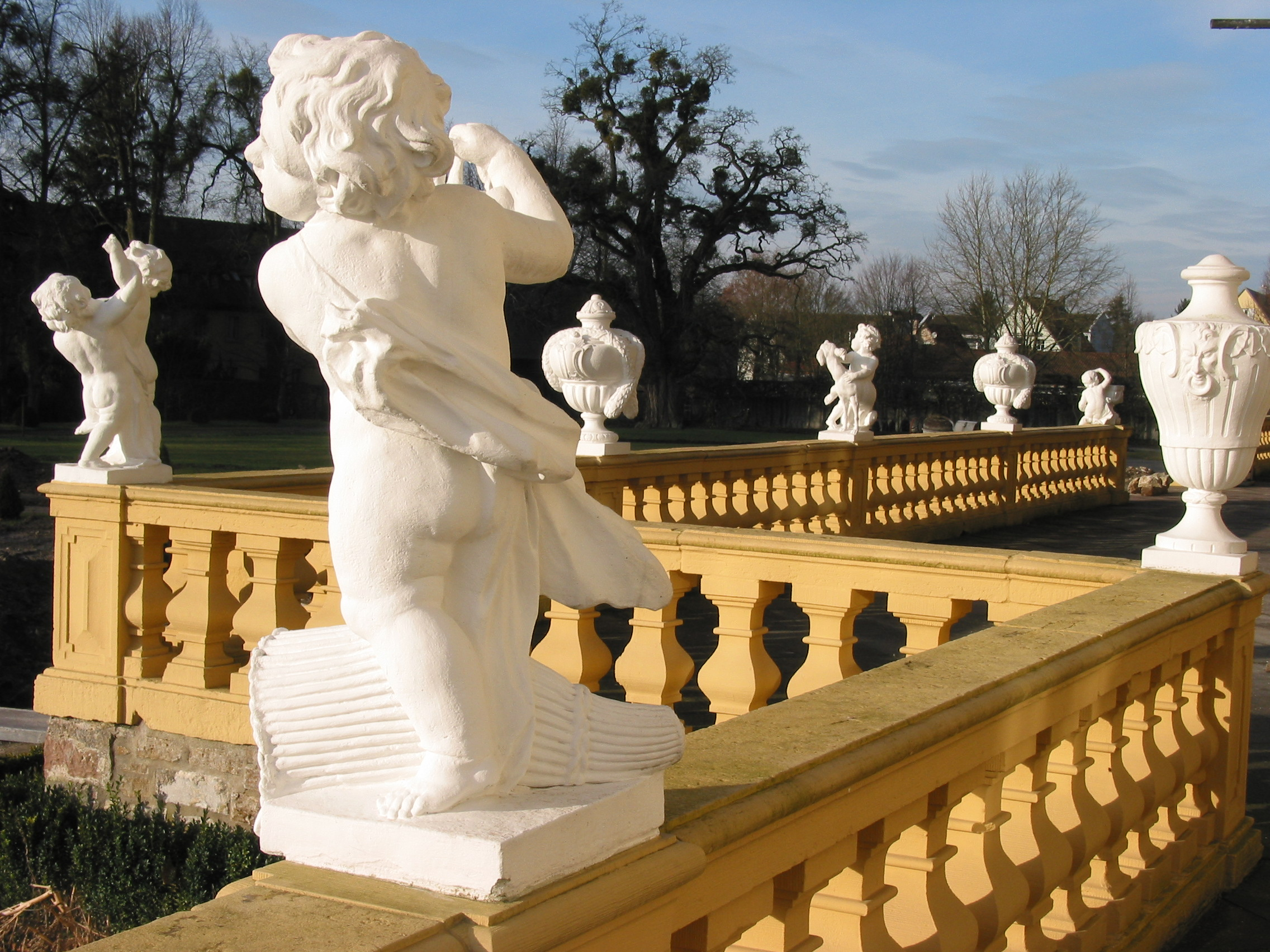
Вазоны и скульптуры на балюстраде террасы дворца в Баварии.
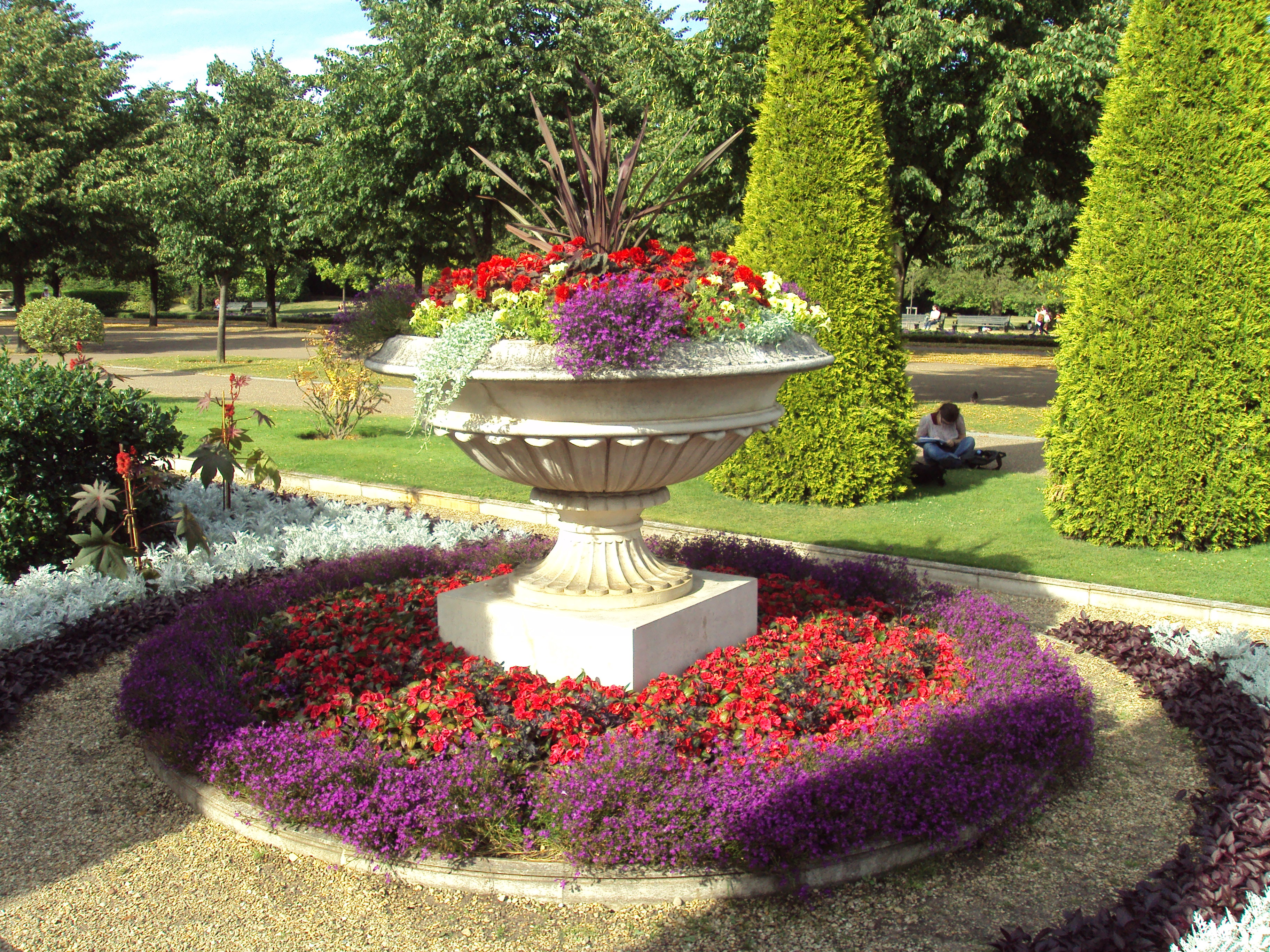
Отдельно стоящий вазон-клумба в парке Лондона.
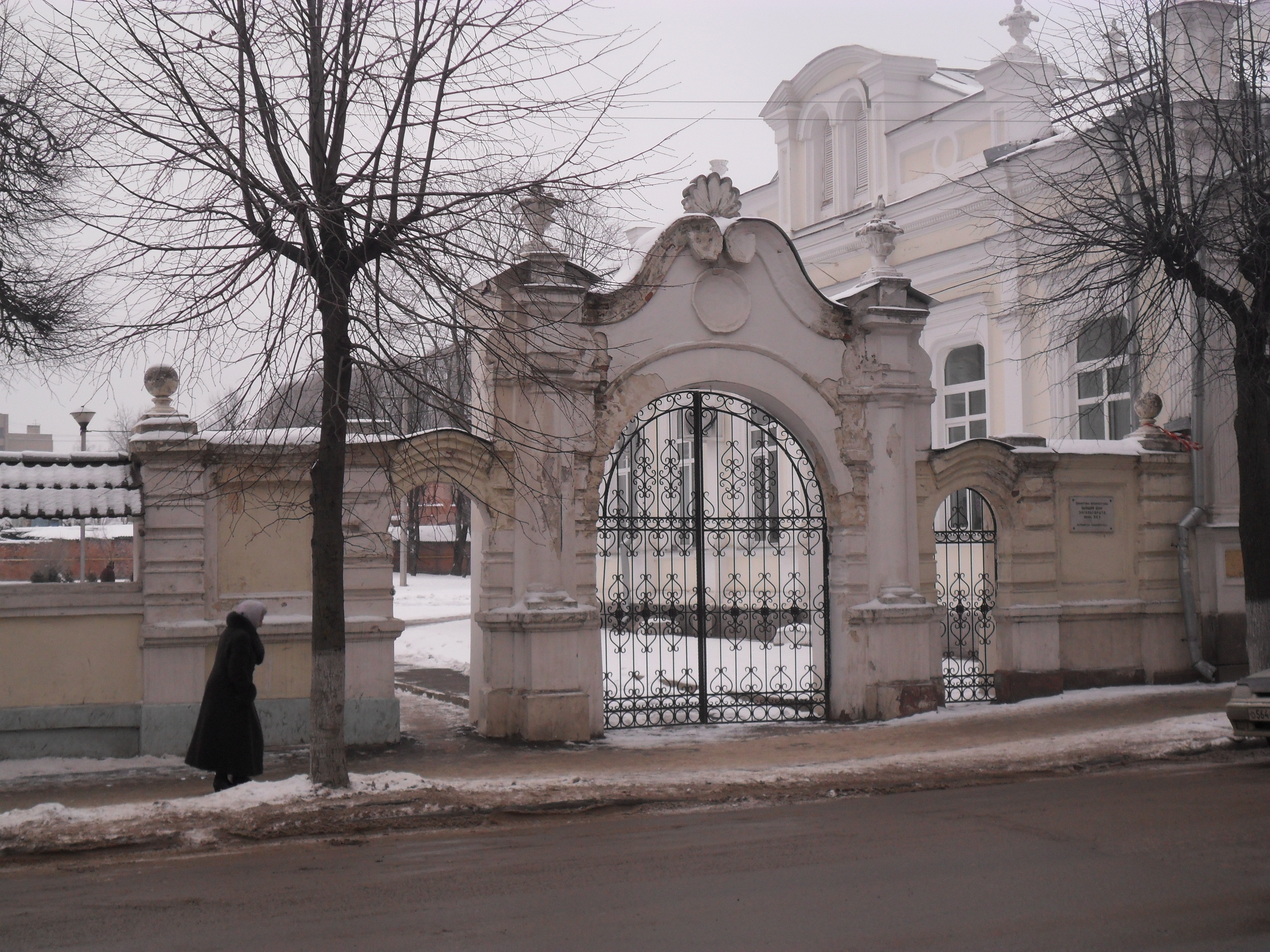
Вазоны на воротах и на крыше дома Энгельгардта в Смоленске.